# Дубовая бочка для виски
Дубовая бочка для виски (англ. Oak Whisky Barrel) — ёмкость, предназначенная для хранения виски в процессе выдержки на дистиллерии. Выдержка виски в дубовых бочках добавляет сложное наслоение вкусов, ароматов, цветов и текстур готовому напитку. Поэтому дубовые бочки являются одним из самых мощных инструментов мастера-дистиллятора.
У различных алкогольных напитков есть уникальные традиции созревания в бочках: для американского виски требуются новые дубовые бочки, в то время как для созревания бренди необходимы как новые, так и использованные бочки. Шотландский виски обычно хранится в бочках, в которых ранее созревал бурбон или вина.

## История
На заре дистилляции в Шотландии и Ирландии виски, как правило, пили вскоре после перегонки свежего спирта (англ. White Dog), частично приправляя его травами и специями, чтобы придать ему слегка шероховатый вкус. Только когда виски стал предметом торговли, важность выдержки в бочках стала очевидна.
Первоначально виски и другие спиртные напитки перевозили в деревянных бочках просто потому, что люди использовали их в качестве контейнеров для всего, что требовало транспортировки на дальние расстояния. Деревянные бочки использовались в качестве модульных транспортных контейнеров доиндустриальной эпохи. Бочки не только были прочными и герметичными, но и их круглая форма позволяла одному человеку перемещать очень тяжёлые грузы, катая их, а не поднимая.
Дуб был предпочтительным материалом для бондарей (так называли квалифицированных рабочих, специализирующихся на изготовлении бочек), потому что он не склонен к растрескиванию и протеканию. Но с течением времени оказалось, что бочки — это не просто инертные контейнеры.
После продолжительного периода транспортировки потребители обнаружили, что спиртные напитки, находившиеся в бочках неделями или месяцами, начали приобретать цвет и аромат самой бочки. Бочки из американского дуба придавали восхитительный сладкий аромат карамели, ванили и коричневого сахара, а европейский дуб насыщал напитки ароматом поджаренных орехов и специй.
Помимо самого дуба, вкус виски приобретал также аромат продукта, который хранился ранее в данной ёмкости. Шерри Олоросо, мадера или ром - это дополнительные вкусовые ноты, которые характерны для дистиллерий того или иного бренда.
Виски, выдержанное некоторое время в бочках, вскоре стало настолько популярным, что потребители в Новом Орлеане начали просить именно виски из Кентукки. Они знали, что за время доставки из Кентукки в Луизиану по реке Миссисипи у напитка было бы достаточно времени, чтобы приобрести полюбившиеся характеристики.
Данное открытие в конечном итоге преобразовалось в решающий шаг в процессе производства виски, став настолько важным, что стало основой для производства этого спиртного напитка в Соединённых Штатах, Великобритании и за их пределами.
Самой первой страной, которая на законодательном уровне начала требовать выдержки виски в дубовых бочках, была Канада. В 1887 году был принят закон, обязывающий производителей выдерживать все виды виски минимум один год (позже продлённый до двух лет). В Соединённом Королевстве законодательство с 1915 года обязывает выдерживать алкогольный напиток в течение трёх лет в дубовой таре, чтобы иметь право носить название «виски», а многие односолодовые виски выдерживаются гораздо дольше.
В США виски должен выдерживаться в дубовой таре, но при этом нет никаких регламентов относительно временных рамок. Бурбон требует минимум двухлетнего созревания, но исключительно в новых, прошедших процесс обжига, дубовых бочках.

## Описание
Свежий виски, прошедший процесс дистилляции в перегонном кубе, совсем не выглядит, не пахнет и не имеет вкуса готового виски. Он кристально чистый, его запах и вкус часто напоминают непривлекательное сочетание зерна, фруктового аромата и картона. Цвет и большая часть вкуса готовому напитку передаются самой бочкой за счёт взаимодействия с лигнинами в составе белого дуба.
Эволюция алкогольных и безалкогольных напитков, а также продуктов питания, во многом обусловлена хранением в дубовых бочках. Без созревания разнообразие, которым мы наслаждаемся сегодня, в продуктах, таких как вина, коньяк, пиво, виски и многих других, было бы значительно ограничено.
Процесс созревания виски в бочках заключается во взаимодействии спирта с древесиной за счёт мелкопористой структуры дуба, обеспечивающей активный обмен газами между внешней средой и напитком внутри бочки. Данное свойство древесины способствует снижению процентного содержания алкоголя («доля ангелов») в конечном продукте.
Дуб содержит в своём составе более 500 питательных веществ и соединений, которые в процессе выдержки передаются готовому напитку. Эта взаимосвязь приводит к образованию новых соединений, влияющих на вкус, аромат, цвет и плотность виски.

### Процессы созревания и размеры бочек
Бондари изготавливают бочки традиционных размеров или по спецификациям дистиллерии. Наиболее распространёнными размерами для выдержки виски являются бочки ёмкостью 200 литров, которые используются для выдержки бурбона; бочки, называемые «хогги» ёмкостью 250 литров и самые большие бочки — 500 литров, в которых обычно ранее выдерживался шерри.
В меньшей бочке поверхность древесины контактирует с большей долей жидкости, чем в большой бочке. Это означает, что в бочках меньшего размера созревание часто происходит быстрее.

### Степень обугливания бочки
Существует три основных уровня прожаривания бочек, применяемых для различных целей и, соответственно, для различных напитков.
- лёгкая прожарка: идеально подходит для созревания белых вин, обеспечивая тонкий ванильный аромат с нотами цветов и спелых фруктов.
- средняя прожарка: подходит для красных вин и бренди, придавая более интенсивный ванильный аромат с нотами кокоса, пряностей и карамели. Аромат дополняют ноты миндаля и поджаренной корки хлеба.
- средняя плюс или глубокая прожарка: идеально сочетается со спиртными напитками и винами, такими как бурбон, виски, кальвадос, коньяк, портвейн, шерри, создавая отчётливое послевкусие шоколада, какао с привкусом дыма[6].

## Производство
Изготовление бочек — это высококвалифицированное и традиционное искусство, называемое бондарством. Бондарь использует разные породы дуба для изготовления бочек разного размера для винокуренных заводов.
Для изготовления бочек, предназначенных для виски, используется два основных типа дуба: традиционный европейский дуб (лат. Quercus rober или лат. Quercus patraea) и белый американский дуб (лат. Quercus alba). В Японии на винокурнях используется японский дуб, также известный как дуб мизунара (лат. Quercus mongolica).
Европейский дуб растёт по всей Европе, достигая Турции и России. Бочки из-под европейского дуба придают виски пряные и древесные ноты, а также лёгкую сухость галловой кислоты, псевдотанина древесины.
Американский белый дуб растёт на востоке США и в некоторых частях Канады. Эта плотная древесина содержит ванилин, который в виски из американского дуба превращается в ванильные ноты. Альба смягчает и сглаживает напиток, добавляя в спирт ванилин, который придаёт виски сливочные и кокосовые нотки.
Однако танины, лигнины и ванилин из девственного дуба могут в конечном итоге доминировать в спирте при длительном созревании виски. Поэтому винокурни в основном используют бочки, в которых уже выдерживались другие спиртные напитки или вина, такие как бурбон или херес. Это также влияет на вкус: например, использование для выдержки в бочках из-под бурбона делает виски более сладким и сливочным с нотками карамели и ванили; в то время как бочки, в которых ранее выдерживался херес Олоросо, придают напитку глубокие ореховые ноты и ароматы тёмных спелых фруктов.
Влияние дуба на находящийся внутри спирт снижается в процессе использования, поэтому количество наполнений бочки также влияет на вкус.

### Процесс производства
Бондари закупают дубовые доски на лесопилке и распиливают их до нужного размера, чтобы сделать бочарные клёпки. Они представляют собой небольшие доски с изогнутой поверхностью, которые соединяются вместе, образуя круглую бочку. Бочки традиционно изготавливаются из 32 клёпок, ещё 15 используются для запечатывания концов. Производители используют огонь, чтобы придать клёпкам правильную форму. Затем они строгают и подгоняют клёпки, чтобы они плотно прилегали друг к другу без использования гвоздей или клея. Дубовые клёпки фиксируются металлическими обручами. При изготовлении бочек не используют лак или краску, поскольку пористость древесины играет важнейшую роль в процессе выдержки. Дистилляторам необходимо, чтобы виски взаимодействовал с воздухом в процессе созревания.
Бондари обугливают внутреннюю часть бочек, чтобы преобразовать древесную сахарозу в ароматы ванили и карамели. Чем больше обугливание, тем сильнее аромат ванили. Уголь из сгоревшего слоя также действует как фильтр, удаляя из спирта различные примеси, например соединения серы.
После этих этапов бочки готовы к передаче на винокуренный завод.

## Преимущества выдержки в дубовых бочках
- стабильная температура: дуб обеспечивает постоянную температуру, необходимую для созревания напитков
- натуральность: дубовое дерево действует как естественное средство хранения, позволяя продукту сохранить все полезные свойства
- естественное созревание: выдержка в дубовых бочках гарантирует 100 % натуральный продукт без вредных химических веществ и добавок, так как дуб не выделяет токсины[4].